# 김석환 (1945년)
김석환(金石煥, 1945년 5월 30일 ~ )은 대한민국의 정치인이다. 제39~41대 충청남도 홍성군수이다.

## 학력
- 산수초등학교 9회 졸업
- 홍성중학교 10회 졸업
- 홍성고등학교 18회 졸업

## 경력
- 1989.01 ~ 2000.06: 충청남도 홍성군청 공무원
  - 충청남도 홍성군 기획실 실장
  - 충청남도 홍성군 도시과 과장
  - 충청남도 홍성군 지역경제과 과장
  - 충청남도 홍성군 회계과 과장
- 1997.07 ~ 2000.06: 충청남도 홍성군 기획감사실 실장
- 2000.06 ~ 2001.01: 충청남도 지방공무원 교육원 교수
- 2001.01 ~ 2002.12: 충청남도농업기술원 총무과 과장
- 2003.01 ~ 2004.01: 충청남도의회 의회사무처 의사담당관
- 2004.01: 자유민주연합 예산홍성지구당 사무국장
- 2004.06: 충청경제사회연구원 원장
- 2006.01 ~ 2008.02: 국민중심당 홍성군당원협의회 회장
- 2008.02 ~ 2008.08: 자유선진당 홍성군당원협의회 회장
- 2008.08 ~ 2009.05: 자유선진당 예산홍성당원협의회 부위원장
- 2009.05: 자유선진당 충남도당 부위원장
- 2010.07 ~ 2022.06 : 제39~41대 민선 5~7기 충청남도 홍성군수(3선, 자유한국당)
- 2012.07 : 공군 정책발전자문위원
- 자유한국당 당원
- 2022.01 ~ 2022.06 : 전국시장·군수·구청장협의회 지역공동회장 겸 충남 협의회장
- 2022.01 ~ 2022.06 : 전국시장·군수·구청장협의회 공동회장

## 역대 선거 결과
|  | 37.67% |

|  | 43.10% |

|  | 53.24% |

|  | 43.43% |

| 전임 이종건 | 제39·40·41대 충청남도 홍성군수(민선) 2010년 7월 1일 ~ 2022년 6월 30일 | 후임 이용록 |